# Parathyreus fissicollis
Parathyreus fissicollis is een keversoort uit de familie cognackevers (Bolboceratidae). De wetenschappelijke naam van de soort werd in 1913 gepubliceerd door Gilbert John Arrow.